# العصر المظلم لكاميلوت
العصر المظلم لكاميلوت (بالإنجليزية: Dark Age of Camelot)‏ هي لعبة فيديو صدرت في 10 أكتوبر 2001، وهي متوفرة على أجهزة ويندوز. اللعبة من تطوير بايوير ميثك ومن نشر فيفندي جيمز والولايات المتحدة.

## وصلات خارجية
- الموقع الرسمي